# Nagy Zoltán (agrármérnök)
Nagy Zoltán (Kézdivásárhely, 1927. szeptember 8. –) erdélyi magyar agrármérnök, mezőgazdasági szakíró, egyetemi oktató.

## Kutatási területe
Elsődlegesen a termesztett növények öntözése, természetes és műtrágyák alkalmazása a mezőgazdasági termelésben (cukorrépa, takarmánynövények, szója), az erdélyi dombvidék talajjavításának módjai és lehetőségei.

## Életútja
Középiskoláit a kézdivásárhelyi Római Katolikus Gimnáziumban és a gyulafehérvári Majláth Főgimnáziumban végezte (1947); a kolozsvári Mezőgazdasági Akadémián szerzett agrármérnöki oklevelet (1951), majd ugyanott doktorált. 1950-től a Mezőgazdasági Akadémián tanársegéd, majd előadótanár, professzor; 1968–76 között prodékán, 1976–84 között prorektor, ugyanakkor a főiskola folyóiratának (Lucrări Ştiinţifice IAC) szerkesztőbizottsági tagja; 1997-től konzultáns professzor.
Első szakmunkája az Antal Dániellel, Erdélyi Istvánnal, Sebők Péterrel és Mózes Pállal közös Szántóföldi növénytermesztés és Olajnövények termesztése (mindkettő 1957-ben). Azóta társszerzőkkel magyar és román nyelven 22 könyvet és főiskolai tankönyvet, közel 150 tudományos dolgozatot jelentetett meg (utóbbiakat románul a főiskola szakfolyóirata, illetve a Revista de Probleme Agricole, Buletin IACN, Horticultura 2000 hasábjain).

## További munkái (válogatás)

### Magyar nyelven
- A cukorrépa termesztése és magtermesztése (Antal Dániellel, Kósa Barnával, Koós Györggyel és Mózes Pállal, 1957; második, átdolgozott kiadás 1959);
- Zöldtrágyázás (Sebők Péterrel, 1964);
- Pillangósvirágú takarmánynövények termesztése (Antal Dániel, V. Coteţiu, Sebők Péter és Mózes Pál társszerzőkkel, 1973),
- Az öntözés gyakorlata (Titz Lajossal, Sipos Györggyel és D. Mureşannal, 1973).

### Román nyelven
- Curs de irigare a culturilor (Cluj, 1972)
- Curs de irigare a culturilor pentru uzul studenţilor (uo. 1982)
- Irigarea culturilor (uo. 1991)
- Lucrări practice de irigarea culturilor (uo. 1968, bővített kiadásban 1978) (társszerzőkkel)
- Irigarea culturilor (uo. 1994) (társszerzőkkel)
- Irigaţii, desecări şi combaterea eroziunii solului (1992) (társszerzőkkel)
- Irigarea culturilor (uo. 1999) (társszerzőkkel)

## Társasági tagság
- A Román Öntözési és Lecsapolási Bizottság tagja